# Градина (Пловдивская область)
Градина (болг. Градина) — село в Болгарии. Находится в Пловдивской области, входит в общину Первомай. Население составляет 2 419 человек.

## Политическая ситуация
В местном кметстве Градина, в состав которого входит Градина, должность кмета (старосты) исполняет Балё Кирев Балев (коалиция в составе 2 партий: Земледельческий народный союз (ЗНС), Союз свободной демократии (ССД)) по результатам выборов.
Кмет (мэр) общины Первомай — Ангел Атанасов Папазов (коалиция партий: Союз свободной демократии (ССД), Земледельческий народный союз (ЗНС)) по результатам выборов.